# Amediye
Amediye er en kurdisk by i provinsen Dahuk, der er en del af Irakisk kurdistan.
Byen ligger ca. 20 kilometer fra den tyrkiske grænse. Byen er beliggende meget strategisk på toppen 1.200 moh. højt bjerg, der er ca. 1 kilometer lang og 0,5 kilometer bred med kun én adgangsvej for biler. Amediye har 11.000 indbyggere.
Byen har ligesom nabobyerne et kristent assyrisk mindretal, og der er en fungerende kirke i byen.
Der findes ruiner af synagoger, der blev ødelagt under Saddam Husseins styre.
Nedenfor Amediye er der en lokalitet ved navn Sulaf, der tiltrækker turister fra hele Irak. Der løber en lille flod ned fra bjerget, hvor omkring man kan holde picnic. Der er også mulighed for at bade i floden. Ved vejen, der fører til Amediye, er der med tiden kommet en række restauranter og souvenirudsalg.
- En port i Amediye 1994.
- Badinanporten i Amediye 2011.